# چاه نظرمحمد حسن‌زهی
روستا و منطقه بزرگ که تشکیل شده از طایفه بزرگ حسن زهی چاه نظرمحمد حسن‌زهی روستایی در دهستان پیشین بخش پیشین شهرستان راسک استان سیستان و بلوچستان ایران است.

## جمعیت
بر پایه سرشماری عمومی نفوس و مسکن در سال ۱۳۹۵ جمعیت این روستا ۳۴۰ نفر از طایفه بزرگ حسن زهی هستند . طایفه حسن زهی یکی از بزرگترین طوایف بلوچ در ایالت بلوچستان پاکستان است . این طایفه ۱۸ تیره دارد که بزرگترین آن درپاکستان طایفه  یوسف زهی است که زیر مجموعه طایفه حسن زهی است این طایفه و سرداران بزرگ این طایفه در ایالت بلوچستان هستند که در پاکستان به ویژه در ایالت بلوچستان بر اساس جمع آوری سازمان ملل ۳۰۰۰۰۰ نفر است . این طایفه اجزای تشکیل دهنده گروه تروریستی سرزمین طلب به نام سر مچار است بوده و شجر نامه این طایفه به ۸۰۰سال قبل میلاد می‌خورد است و در مکتوب های نوشته شده دست به دست سرداران این طایفه رسیده . این طایفه رند بلوچ معروف است که بر اساس شجرنامه های این طایفه، رند می‌رسد، و نام و اساس طایفه از این گرفته شده است ؛ حسن زهی ، این طایفه فقط انکدش در ایران ساکن است و بیشتر این طایفه در ایالت بلوچستان پاکستان قرار دارند ، جاهای که این طایفه در سیستان و بلوچستان سکونت دارند ، 
عبارتند از؛ قسمتی از چشمه زیارت و دارای شش روستا با نام های . محمد آباد حسن زهی ، صفر آباد حسن زهی ، و حاجی آباد حسن زهی و... دارای جمعیت بالای 3000نفر و بقیه روستا های این طایفه ... قسمتی از این طایفه در پوگی که بالای ۱۲۰ نفر در کنار طایفه نوتی زهی زندگی می‌کنند و در منطقه سارو در کنار طایفه نارویی زندگی می‌کنند، و قسمتی از این طایفه در شندک و دومک و شورک و چاه زرد ، گوهر کوه چاه احمد بزمان وسیاه بند بوگ لار منزل اب پدگی و...زندگی می کنند، و قسمتی در نصرت آباد در کورین و شورو در کنار طایفه بزرگ شه بخش زندگی میکنند وشناسنامه شه بخش دارند و در سراوان و شهرستان راسک و ایرانشهر و سرباز و کنارک و تیس چابهار این طایفه بزرگ حسن زهی زندگی می‌کنند. 
. .